# Tatort: Mord in der U-Bahn
Mord in der U-Bahn ist ein österreichischer Fernsehkrimi von und mit Fritz Eckhardt aus dem Jahr 1983, Regie führte Kurt Junek. Er entstand als 150. Folge der Kriminalreihe Tatort und war der 13. und letzte Tatort-Fall für Marek. Marek hat es diesmal mit dem Mord an einem Unbekannten, mit illegalem Waffenhandel und Korruption innerhalb der Polizei Wiens zu tun.

## Handlung
In der Wiener U-Bahn wird nach einem Fußballspiel inmitten betrunkener und randalierender Fußballfans ein Toter aufgefunden, der erstochen wurde. Oberinspektor Glauber, der den Posten des kürzlich pensionierten Marek übernommen hat, will den Fall so schnell wie möglich an das Sicherheitsbüro abgeben und weigert sich, den Mord durch sein Team aufklären zu lassen. Bezirksinspektor Wirz kommt die Reaktion seines neuen Chefs merkwürdig vor, weil dieser zuvor einen anderen Fall um einen gewissen Claudius unbedingt an sich nehmen wollte. Die Fußballfans aus der U-Bahn werden alle festgenommen. Beim Toten wurde ein bulgarischer Pass gefunden, Berntner kommt mithilfe eines Fußballfans auf Felix Masopust, der ausländerfeindlich sein soll. Bei Masopust werden ein Mitgliedsausweis einer Neonazi-Organisation und eine leere Dolchscheide gefunden, Masopust beteuert seine Unschuld, sein Dolch sei ihm im Gedränge gestohlen worden, wird jedoch aufgrund der Indizienlage festgenommen. Wirz findet heraus, dass der Tote nicht in Wien gemeldet war. Felix’ Mutter ist eine Nachbarin des pensionierten Marek und wendet sich in ihrer Verzweiflung an ihn. Sie erzählt ihm auch, dass ihr Sohn in Neonazi-Kreise geraten sei, Marek verspricht ihr, zu helfen.
Kurz darauf taucht sein alter Weggefährte Bezirksinspektor Wirz bei ihm auf und erzählt ihm von dem Fall und vom merkwürdigen Verhalten seines neuen Chefs. Der Tote hatte ein Flugticket nach Venezuela bei sich getragen. Marek lässt Wirz wissen, dass er seinen Nachbarsjungen für unschuldig hält, und schlägt ihm vor, dass die beiden zusammen den Fall lösen. Marek hat das Gefühl, dass der Pass des toten Bulgaren gefälscht ist, und gibt Wirz Hinweise auf einen Passfälscher, der mehr wissen könnte. Wirz sucht den Mann und eine Prostituierte, die für ihn arbeitet, auf, diese sagen aus, dass eine rothaarige Frau den Pass abgeholt habe. Glauber zeigt sich unbeeindruckt von Wirz‘ und Mareks Erkenntnissen und will den Fall weiterhin an das Sicherheitsbüro abgeben, ohne die Ermittlungen fortzusetzen. Marek besucht seine alten Kollegen und mutmaßt, dass der Tote erst kürzlich sein Aussehen verändert habe und deshalb von niemandem identifiziert worden sei. Kurz darauf ruft Marek mit verstellter Stimme bei Glauber an und ordnet sich als Hofrat ausgebend an, dass Glauber und sein Team den Fall weiterbearbeiten sollen. Die Beamten lassen den Vollbart des Toten entfernen und setzen nochmal ein Foto in die Zeitung, seine Frau Erni Sassel und der Anwalt des Toten Dr. Berghof erkennen dessen Foto in der Zeitung, beide gingen davon aus, dass der Tote längst in Caracas sei. Dr. Berghof rät Erni Sassel, sofort zur Polizei zu gehen, die Geschäfte ihres Mannes mit Dr. Berghof solle sie nicht erwähnen.
In diesem Moment suchen Wirz und Berntner Erni Sassel auf, da sie bereits die Identität des Toten klären konnten. Dr. Berghof, der den Beamten als Unterweltanwalt bekannt ist, behauptet, in einer Mietangelegenheit bei Frau Sassel zu sein. Berntner erkennt in Erni Sassel einen der Passagiere der U-Bahn wieder, die im Waggon waren, in der ihr Mann ermordet wurde, sie streitet dies ab und weigert sich auch, mit aufs Revier zu kommen, Dr. Berghof springt ihr bei. Als die Beamten gegangen sind, rät Dr. Berghof ihr, zu fliehen. Wirz und Berntner warten vor dem Haus und folgen Dr. Berghof, dieser fährt zur Villa von Claudius, gegen den ihr Vorgesetzter Glauber ermittelt. Dr. Berghof und Claudius sind sich einig, dass Erni Sassel weg muss, bevor die Polizei sie vernehmen kann, da sie zu viel weiß. Kurz darauf ist Erni Sassel tot, es sieht so aus, dass sie sich selbst mit Zyankali vergiftet hat, Wirz zweifelt den Selbstmord an. Neben der Leiche liegt ein schriftliches Geständnis, angeblich hat sie ihren Mann aus Eifersucht getötet. Wirz spricht mit Marek über den Fall, ihn macht es stutzig, dass Erni Sassels in ihrer Selbstbezichtigung nichts von ihrem Selbstmordmotiv erwähnt hat. Er berichtet Marek weiterhin von der Begegnung mit Dr. Berghof und dass dieser Kontakt mit Claudius hat. Claudius beschäftigt mehrere Bedienstete aus der Wiener Unterwelt. Da Wirz unter der Aufsicht von Glauber steht, sucht Marek Claudius auf und gibt sich als aktiver Polizist aus. Claudius weiß aber, dass Marek pensioniert ist, und lädt ihn trotzdem auf ein Gespräch ein. Marek weiß, dass Claudius in illegale Waffengeschäfte verwickelt ist, und sagt ihm das auf den Kopf zu. Claudius droht Marek, dass diesem etwas zustoßen könnte, wenn er zu neugierig sei. Er möchte Marek bestechen und gibt zu, auch Glauber zu bestechen.
Marek spricht Claudius auf den Tod von Erni Sassel an und konfrontiert ihn damit, dass er ihren Mann nach Caracas habe schicken wollen, Claudius bestreitet dies. Marek schließt, dass Erni Sassel ihren Mann aus Eifersucht umgebracht haben könnte, dieser Mord habe die Pläne von Claudius durchkreuzt. Marek hält Claudius vor, dass dessen Chauffeur gesehen wurde, wie er kurz vor Erni Sassels Tod in ihr Haus gegangen sei, und sie wahrscheinlich gezwungen habe, ihr Geständnis zu schreiben. Claudius gibt sich ungerührt, sein Chauffeur habe ein Alibi. Claudius verabschiedet sich und wird vor Mareks Augen von einer Autobombe getötet, Marek ahnt sofort, dass Claudius von einem Konkurrenten getötet wurde. Unterdessen wurde Glauber wegen der Annahme verbotener Geschenke vom Dienst suspendiert, Wirz leitet nunmehr kommissarisch das Kommissariat. Wirz soll nunmehr die Waffen ausfindig machen, die Claudius für seinen Handel versteckt hält. Marek gibt Wirz den Rat, einen der Handlanger Claudius‘, Schimeczek, zu vernehmen. Die Beamten vermuten, dass Schimeczek nicht so schnell gestehen werde, Marek schlägt daher vor, dass Wirz Marek festnimmt und ihn zu Schimeczek in die Zelle steckt. Der Plan geht auf und die Beamten heben ein großes Waffendepot aus. Dr. Berghof taucht auf und verlangt im Auftrag seines Mandanten, des Konkurrenten von Claudius, die Herausgabe der Waffen, doch Wirz macht ihm klar, dass die Waffen konfisziert sind. Dr. Berghof schmeichelt sich bei Wirz ein, indem er ihm Beweise liefert, dass Claudius‘ Chauffeur, der gemeinsam mit diesem durch die Autobombe ums Leben kam, tatsächlich der Mörder von Erni Sassel war.

## Einschaltquote und Hintergrund
Mord in der U-Bahn erreichte bei seiner Erstausstrahlung 17,40 Mio. Zuschauer, was einer Einschaltquote von 48,0 % entsprach.
Mord in der U-Bahn war der 13. und letzte Tatort-Fall um Oberinspektor Marek, der in diesem Fall bereits pensioniert ist. Fritz Eckhardt fungierte nicht nur als Hauptdarsteller, sondern schrieb auch das Drehbuch.

## Kritik
TV Spielfilm bewertete den Film positiv und kommentierte: „Abschiedsvorstellung einer TV-Institution“.